# Ariadna oreades
Ariadna oreades är en spindelart som beskrevs av Simon 1906. Ariadna oreades ingår i släktet Ariadna och familjen sexögonspindlar.
Artens utbredningsområde är Sri Lanka. Inga underarter finns listade i Catalogue of Life.